# Mimmi Zetterström

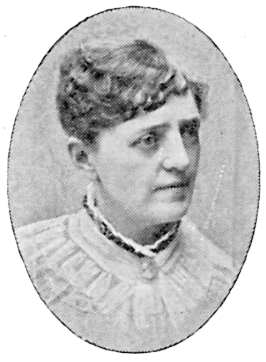
Mimmi Zetterström, Fotografie vor 1886

Mimmi Zetterström: Selbstbildnis, 1876

Mimmi Zetterström, eigentlich Vilhelmina Katarina Zetterström (geboren am 3. März 1843 in Gävle; gestorben am 26. Mai 1885 in Paris), war eine schwedische Malerin.

## Leben und Werk
Nach der schulischen Ausbildung studierte Zetterström von 1867 bis 1872 Kunst an der Kungliga Konsthögskolan in Stockholm. Sie gehörte neben Amanda Sidwall, Christine Sundberg, Anna Nordgren, Sophie Södergren und Anna Nordlander zu den ersten Frauen, die dort studieren durften. 1872 reiste sie nach Paris, wo sie sich später auch niederließ. Ihre dortige Wohnung entwickelte sich zu einem Treffpunkt der in der Stadt lebenden jungen schwedischen Künstler. 1875 stellte sie erstmals im Salon de Paris aus. Das dort gezeigte Gemälde Interieur aus Lappland erhielt gute Kritiken und wurde anschließend vom französischen Staat angekauft. 1878 war sie auf der Pariser Weltausstellung vertreten.
Zetterströms Selbstbildnis von 1876 zeigt beispielhaft, wie sich die Künstlerin mit dem Sujet des Interieurs auseinandersetzte. Andere Motive waren der schwedische Schauspieler August Lindberg als Hamlet oder eine Darstellung der Charlotte Corday vor dem Revolutionstribunal. Hinzu kommen eine Reihe von Genrebildern. Darüber hinaus schuf sie zahlreiche Motive aus ihre schwedischen Heimat, etwa das Gemälde Dalfolk (Menschen aus Dalarna) von 1876.  Weiterhin malte Zetterström Landschaftsansichten, die sowohl in Schweden wie auch auf Sizilien entstanden sind. Werke von Zetterström befinden sich im Länsmuseet Gävleborg, im Nordischen Museum und im Nationalmuseum in Stockholm.